# 山ノ上碑

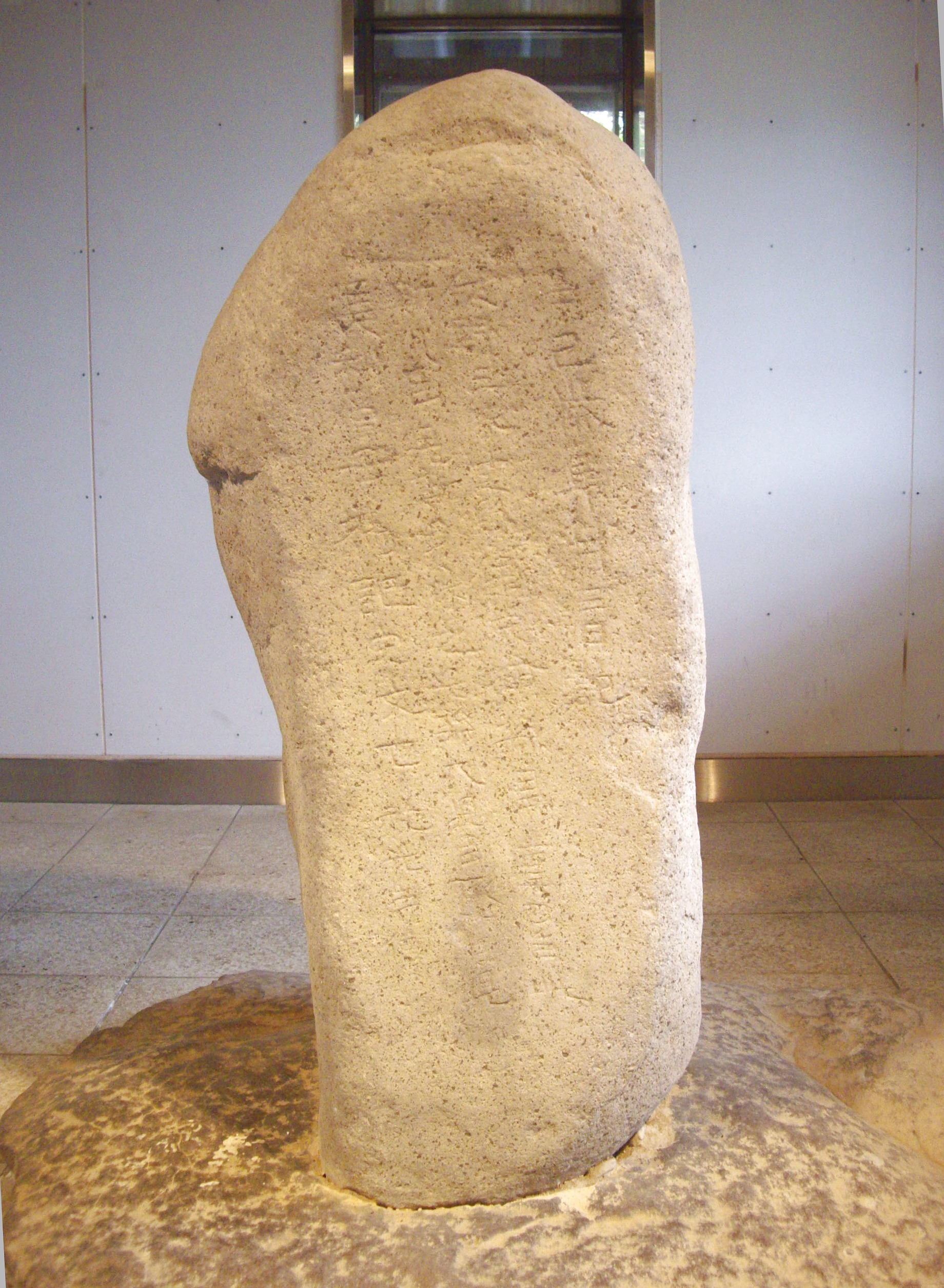
山ノ上碑

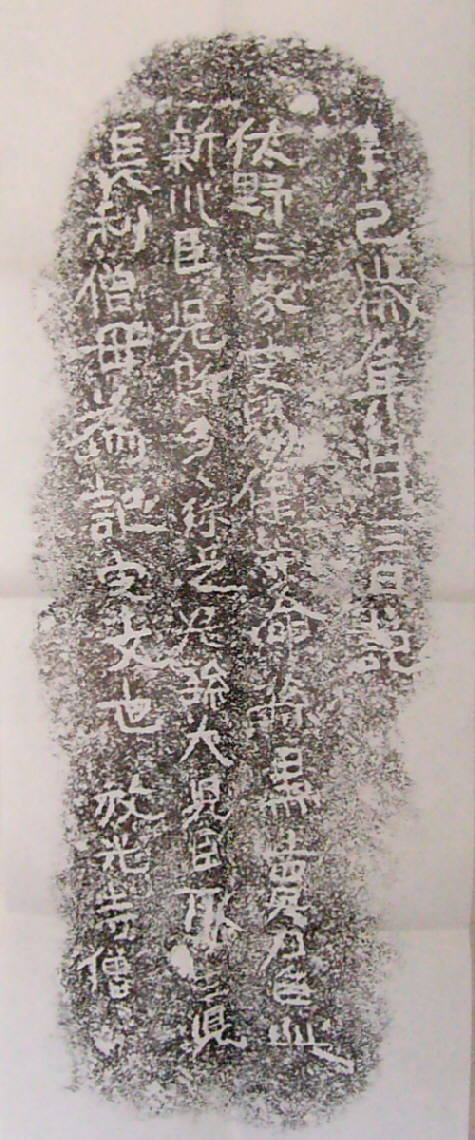
山ノ上碑 拓本

山ノ上碑（やまのうえのひ / やまのうえひ、山上碑）は、群馬県高崎市山名町にある古碑。隣接する山ノ上古墳（山上古墳）と合わせて国の特別史跡に指定されている（指定名称は「山上碑及び古墳」）。
日本国内で完全な形で残るものとしては最古の石碑とされる。金井沢碑・多胡碑とともに「上野三碑」の一つとして国連教育科学文化機関（UNESCO）の「世界の記憶」に登録されている。

## 概要

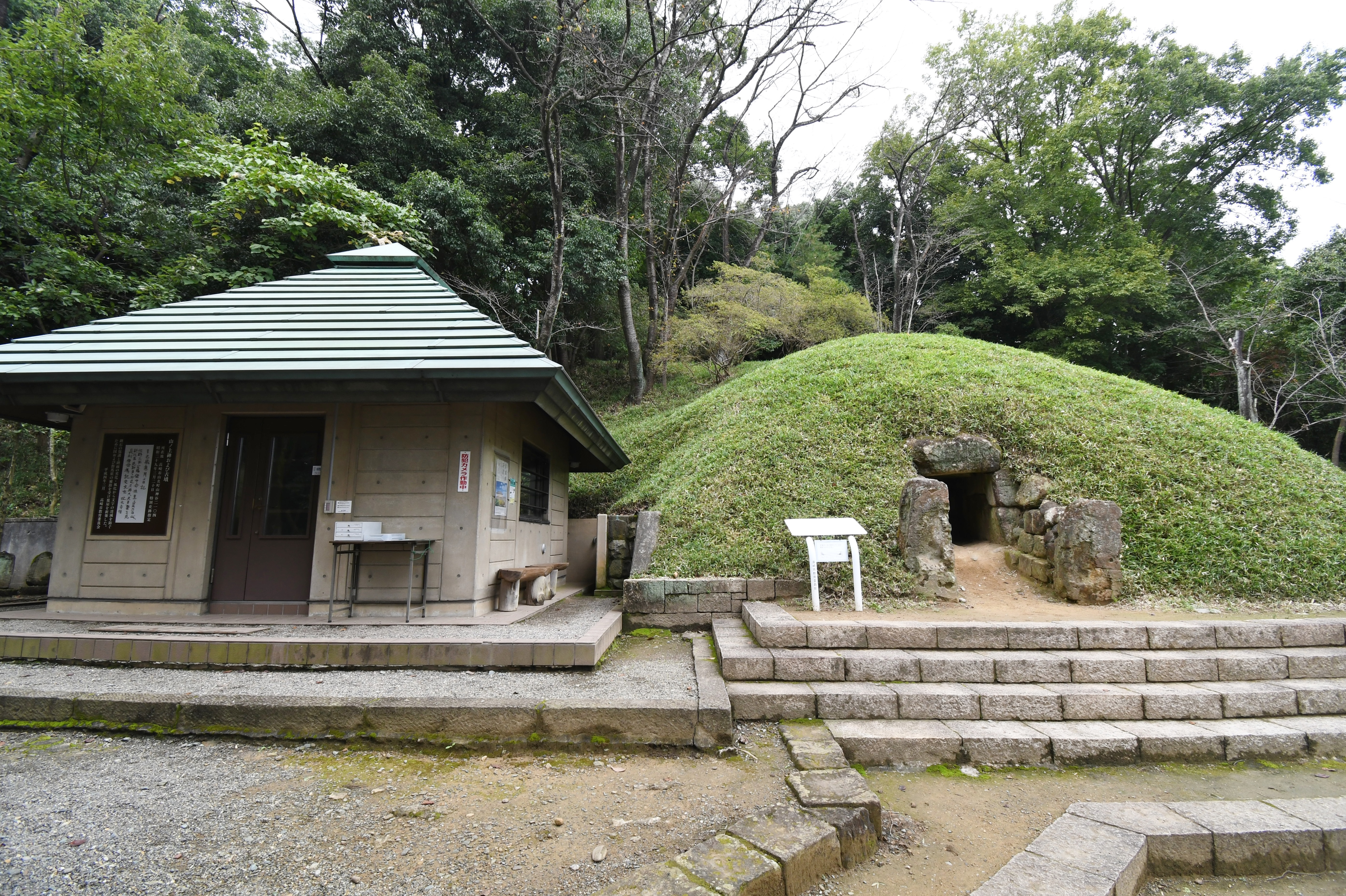
山ノ上碑覆屋・山ノ上古墳

高さ111センチメートル、幅47センチメートル、厚さ52センチメートルで、輝石安山岩に縦4行53文字が刻まれている。文字は楷書体の丸彫りで刻まれているが、古い隷書体の特徴も見られる。このような自然石を用いた碑は古代中国には例がないが、新羅には昌寧新羅真興王巡狩碑・南山新城碑のように多数の例があり、渡来系文化の影響と考えられている。
碑文に「辛己（巳）歳集月三日記」とあり、「辛巳年」にあたる天武天皇10年（681年）の建碑とされる。放光寺の僧侶・長利（ちょうり）が母の黒売刀自（くろめのとじ）のために墳墓の山ノ上古墳の近傍に建てたものとみられる。かつては山ノ上碑と山ノ上古墳の築造は同時期とされ、古墳築造年代の基準になる資料とみられたが、現在では古墳の築造が先行していると考えられている。
碑文はすべて漢字だが、日本語の語順で読むことができ、日本独自の漢字の使用法を知る手掛かりとしても貴重である。このような語順の文章は長屋王邸出土木簡にも見え、古代中央・地方において用いられた文体とみてよい。
江戸時代、寛政年間の松平定信『集古十種』では「山名村観音堂碑」、文政5年（1818年）の狩谷棭斎『古京遺文』では「山名村碑」と称している。地元では古墳の前に立っていた御堂のそばの松の木の根元に建立されていた、あるいは丘陵の下に移されていたという伝承があるが、1875年（明治8年）頃には丘陵の石段を登り切った右側に立っていたとされる。
1884年（明治17年）に県令の楫取素彦によって公有化され、位置が確定し、台石と覆屋（おおいや）が設けられた。なお、1992年（平成4年）に鉄筋コンクリート製覆屋が新築された。
1921年（大正10年）3月3日に「山上碑及び古墳」の名称で国の史跡に指定され、1954年（昭和29年）3月20日には国の特別史跡に指定されている。

## 碑文
山ノ上碑の碑文は以下の通り。

### 読み下し
辛巳歳集月三日に記す。佐野三家（さののみやけ）を定め賜える健守命（たけもりのみこと）の孫の黒売刀自（くろめのとじ）、此れ新川臣（にいかわのおみ）の児、斯多々弥足尼（したたみのすくね）の孫の大児臣（おおごのおみ）に娶（とつ）ぎて生める児の長利僧（ちょうりのほうし）が、母の為に記し定むる文也。放光寺僧。

### 現代語訳
辛巳年10月3日に記す。佐野屯倉をお定めになった健守命の孫の黒売刀自。これが、新川臣の子の斯多々弥足尼の孫にあたる大児臣に嫁いで生まれた子である長利僧が母（黒売刀自）の為に記し定めた文である。放光寺の僧。

### 解釈

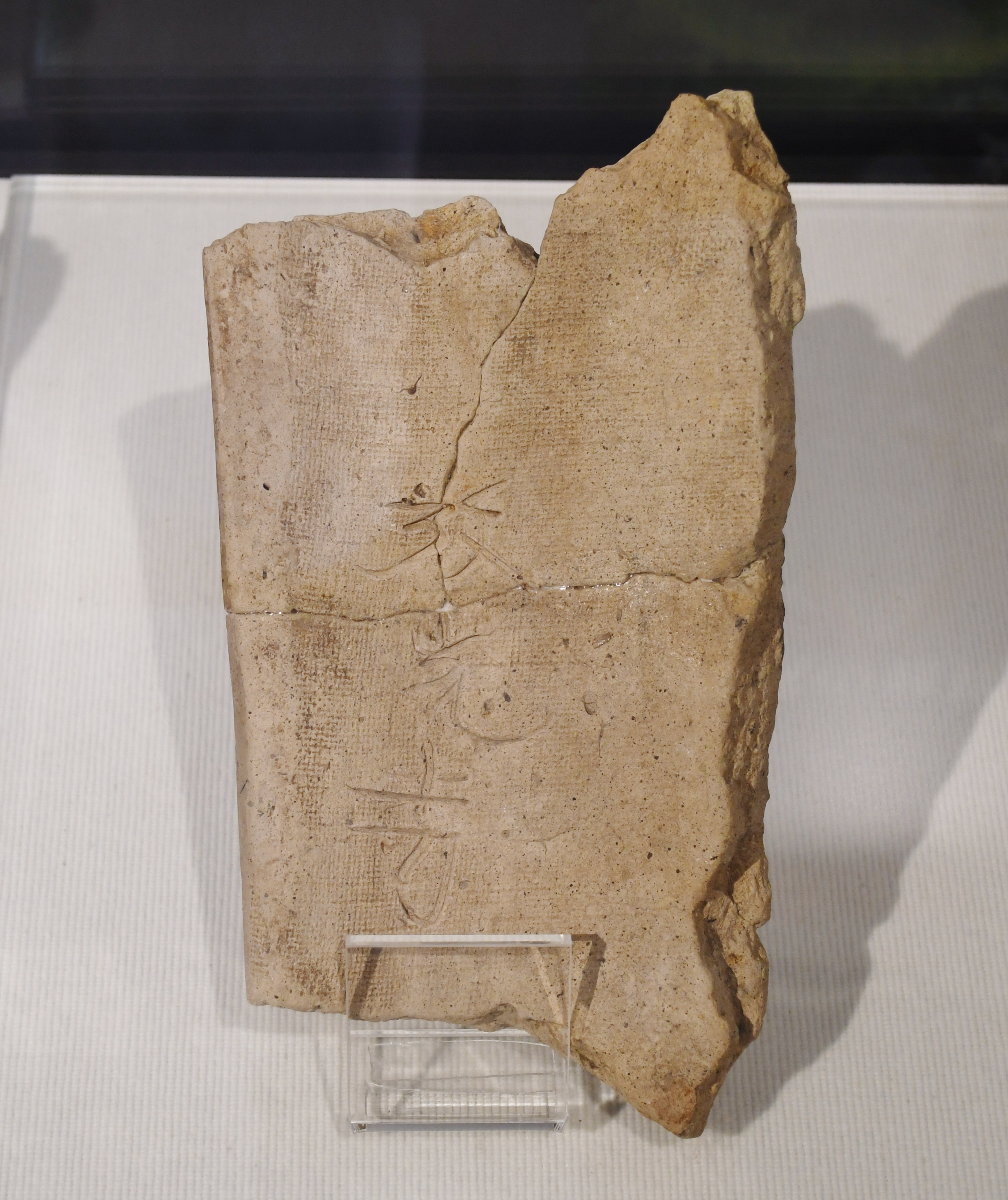
「放光寺」文字瓦

- 辛己歳 - 辛巳歳の誤字。元号を用いないことから天武天皇10年（681年）とみられる[15][16][17]。
- 集月 - 音が通じることから「十月」の意味だとみられる[15][18][17]。
- 佐野三家 - 佐野の地に置かれた屯倉[19][20]。尾崎喜左雄は佐野を「サヌ」と読んで『和名類聚抄』に見える群馬郡小野郷、片岡郡佐没郷（没を沼の誤字とみればサヌと読める）、緑野郡小野郷と結びつけている[21]。
- 定賜 - 「賜」は敬語で、「定め賜（たま）える」と読む。尾崎は「佐野三家」を「佐野屯倉の管理者」として「佐野三家に定め賜える」としたが[22]、そのように読むと「定賜」の主語がなく不自然なので、「佐野三家を定め賜える」と読み「健守命」を主語として「佐野三家を治定された」と解する[23]。
- 健守命 - 碑文中で佐野三家の治定者とされている人物名[24]。
- 黒売刀自 - 女性名。尾崎は文字通り健守命の孫と解し、681年ごろに死去した黒売刀自の祖父・健守命の活動時期は7世紀初めごろとみて『日本書紀』に見える推古天皇15年（607年）の屯倉設置の記述が佐野三家設立に対応すると考えた[25]。しかし現在では「孫」とは「子孫」の意味であると解されており、世代を数えて佐野三家設置年代を推定することは妥当でないと指摘されている[26]。
- 新川臣、斯多々弥足尼、大児臣 - いずれも人名。尾崎は7世紀の古墳がある勢多郡新川村（現・桐生市新里町新川）・大胡町（現・前橋市大胡町）と結びつけたが[27]、いずれも個人名であって「臣」「足尼（宿禰）」はカバネではなく尊称とみられている[24][28]。
- 長利僧 - 「長利」という名の僧。長吏すなわち寺を管理する僧の役職とみることもできるが、他の人物同様人名とみるべきであろう[29]。なお「僧」に和訓はないため「そう」とも「ほうし（法師）」とも読む[30]。
- 放光寺 - 「長利」の属する寺。1030年ごろの『九条家本延喜式』裏文書「上野国交替実録帳」に見える上野国の定額寺「放光寺」と同一寺院で[31]、前橋市総社町総社の山王廃寺跡から「放光寺」と記された文字瓦が出土したため同所が放光寺であることが確実視されている[24][32]。

## 系譜
| 新川臣       |              |              |              |              |              |  |  |          |          |          |          |          |          |  |  |  |  |  |  |  |  |  |  |  |  |
|              |              |              |              |              |              |  |  |          |          |          |          |          |          |  |  |  |  |  |  |  |  |  |  |  |  |
| 斯多々弥足尼 | 斯多々弥足尼 | 斯多々弥足尼 | 斯多々弥足尼 | 斯多々弥足尼 | 斯多々弥足尼 |  |  | 健守命   | 健守命   | 健守命   | 健守命   | 健守命   | 健守命   |  |  |  |  |  |  |  |  |  |  |  |  |
| 斯多々弥足尼 | 斯多々弥足尼 | 斯多々弥足尼 | 斯多々弥足尼 | 斯多々弥足尼 | 斯多々弥足尼 |  |  | 健守命   | 健守命   | 健守命   | 健守命   | 健守命   | 健守命   |  |  |  |  |  |  |  |  |  |  |  |  |
|              |              |              |              |              |              |  |  |          |          |          |          |          |          |  |  |  |  |  |  |  |  |  |  |  |  |
| 大児臣       | 大児臣       | 大児臣       | 大児臣       | 大児臣       | 大児臣       |  |  | 黒売刀自 | 黒売刀自 | 黒売刀自 | 黒売刀自 | 黒売刀自 | 黒売刀自 |  |  |  |  |  |  |  |  |  |  |  |  |
| 大児臣       | 大児臣       | 大児臣       | 大児臣       | 大児臣       | 大児臣       |  |  | 黒売刀自 | 黒売刀自 | 黒売刀自 | 黒売刀自 | 黒売刀自 | 黒売刀自 |  |  |  |  |  |  |  |  |  |  |  |  |
|              |              |              |              |              |              |  |  |          |          |          |          |          |          |  |  |  |  |  |  |  |  |  |  |  |  |
|              |              |              |              | 長利僧       |              |  |  |          |          |          |          |          |          |  |  |  |  |  |  |  |  |  |  |  |  |

## 考証
金井沢碑に刻まれた三家氏、他田君氏、礒部君氏、物部君氏のグループは、同族であり、かつて佐野屯倉・緑野屯倉の経営に関与した中型前方後円墳被葬者クラスの末裔であった可能性がある。
山ノ上碑には、佐野屯倉の初代管理者の健守命、「孫」の黒売刀自、その子の長利僧の直系系譜が記載されている。「孫」は「子孫」とする義江明子の説が有力であることから、健守命は長利僧を含めると祖父・孫よりも年代の広い関係に位置づくことになる。黒売刀自の供養（死亡）を 681年頃、子の長利僧がその頃50歳と仮定して、5代遡上すると、健守命（佐野屯倉初代管理者）の活動時期は6世紀後半となり、欽明天皇の時代と重なる。
屯倉設置者として「命」の尊称を冠して「始祖王」に位置づけられた健守命の墓は、6世紀において地域最上位の墳形であった前方後円墳であったとみなすのが自然であり、佐野屯倉が存在した領域（群馬郡・片岡郡（多胡郡））における前方後円墳は、烏川東岸では漆山古墳、烏川西岸では山名伊勢塚古墳が存在する。漆山古墳と山名伊勢塚古墳は、墳丘の規模（60?70m級）、烏川西岸に産する館凝灰岩の切石を用いた精美な横穴式石室が採用され、玄室には凝灰岩切石を用い、羨道部には自然石（円礫）を用いている点が共通しており、「兄弟墳」と判断できる。
漆山古墳がある烏川東岸の広大な平野は、4世紀後半の古墳であり東日本最大級の古墳である浅間山古墳が存在していることからもわかるように、古墳時代前期からの伝統的農業地帯であった。しかし、5世紀末から6世紀前半に2回発生した榛名山噴火の大規模な洪水被害の影響で、一度広域用水網が破綻した可能性が考えられる。漆山古墳の被葬者は、屯倉設置にともなって獲得された新しい治水技術の投入によって用水系と水田復興を推進したと考えられる。また、そうした技術や人的資源を誘引するために、進んで中央と関係を深めた可能性もある。一方、山名伊勢塚古墳の被葬者は、5世紀までほとんど手付かずであった烏川西岸の丘陵部を新たに開発したと考えられる。
健守命は、佐野屯倉の設置と運営に寄与した漆山古墳・山名伊勢塚古墳被葬者の世代を英雄視し、神格化したものであり、後の三家氏の始祖王にほかならなかった。このため「命」の称号が冠されたと推定される。
長利が父系・母系双方の系譜を記載した理由は、長利の母方の高祖父である健守命が、欽明天皇の時代に屯倉が設置された時に管理を任された初代であり、その孫の黒売刀自が大児臣と婚姻した事により、長利が支配権を継承したことを示すためと考えられる。
また、佐野屯倉は片岡郡（多胡郡）と群馬郡の2つに跨って存在しており、農業経営だけでなく倉賀野津を用いて水運も行っていたと考えられる。

## 参考画像

山ノ上碑の覆屋
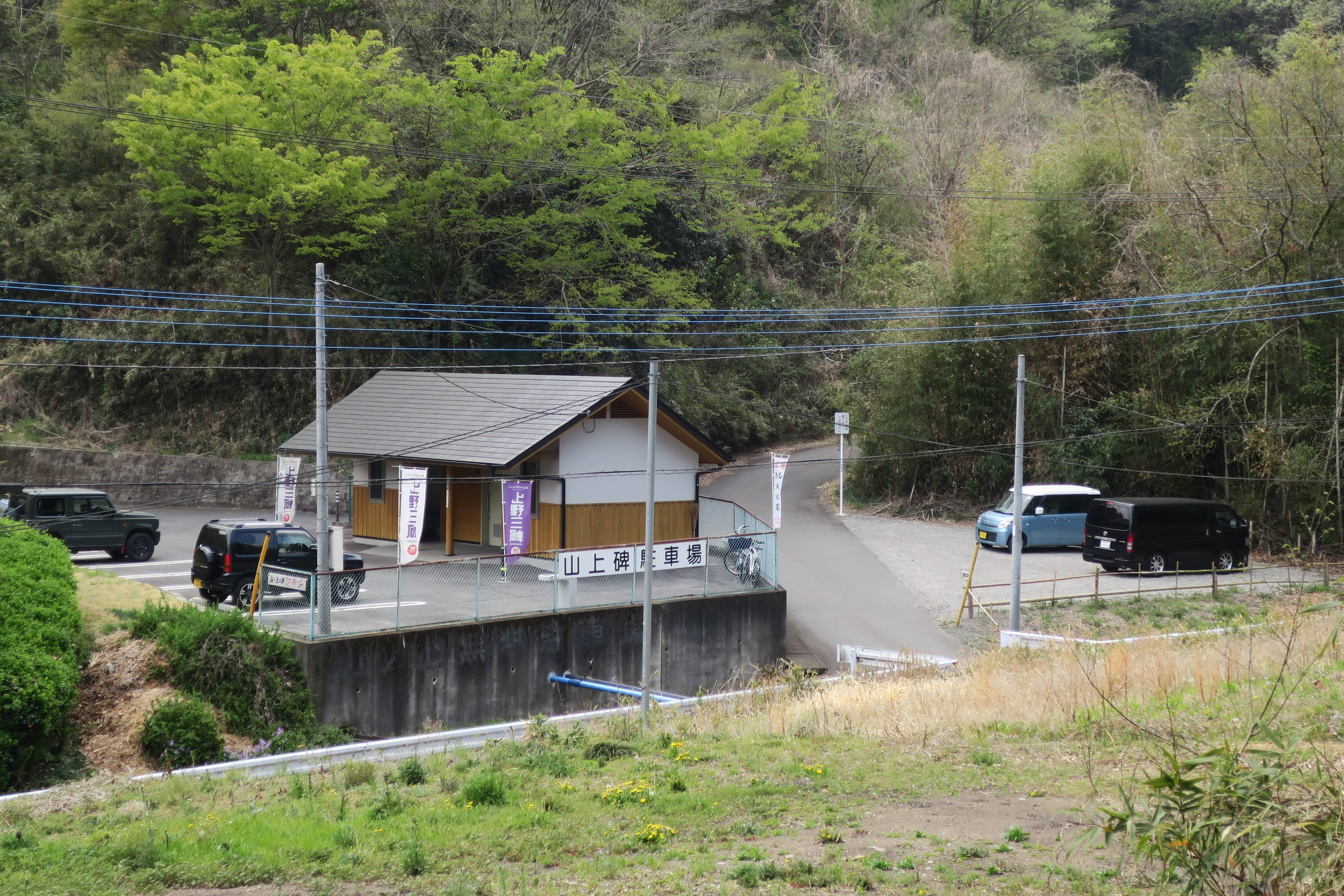
駐車場